# الکس برگانتیوس
الکس برگانتیوس (انگلیسی: Álex Bergantiños؛ زادهٔ ۷ ژوئن ۱۹۸۵) بازیکن فوتبال اهل اسپانیا است.
از باشگاه‌هایی که در آن بازی کرده‌است می‌توان به باشگاه خیمناستیک تاراگونا، باشگاه فوتبال اسپورتینگ خیخون، باشگاه فوتبال دپورتیوو لاکرونیا، باشگاه فوتبال گرانادا، و باشگاه فوتبال خرز اشاره کرد.